# DFW R.II
DFW R.II là một loại máy bay ném bom của Đế quốc Đức trong Chiến tranh thế giới I.

## Tính năng kỹ chiến thuật
Đặc điểm tổng quát
- Kíp lái: Five
- Chiều dài: 20.93 m (68 ft 8 in)
- Sải cánh: 35.06 m (115 ft 0 in)
- Trọng lượng rỗng: 8.600 kg (18.900 lb)
- Trọng lượng có tải: 12.000 kg (26.500 lb)
- Powerplant: 4 × Mercedes D.IVa kiểu động cơ piston thẳng hàng, 194 kW (260 hp) mỗi chiêc

Hiệu suất bay
- Vận tốc cực đại: 132 km/h (82 mph)
- Thời gian bay: 6 giờ